# Conrad Leinemann
Conrad Leinemann (* 2. April 1971 in Kelowna) ist ein ehemaliger kanadischer Beachvolleyballspieler.

## Karriere
Nachdem er zuvor bereits zwei Turniere absolviert hatte, bildete Leinemann 1996 ein Duo mit Jody Holden, das beim Grand Slam in Pornichet gleich in die Top Ten kam und 1997 in Rio de Janeiro Dritter wurde. Bei der Weltmeisterschaft in Los Angeles belegten Leinemann/Holden den 17. Platz. Das gleiche Ergebnis gab es zwei Jahre später in Marseille. Im Anschluss daran gewannen Leinemann/Holden bei den Panamerikanischen Spielen im heimischen Winnipeg die Goldmedaille. Beim olympischen Turnier 2000 in Sydney besiegten sie in der ersten Runde die US-Amerikaner Heidger/Wong mit 17:15, ehe sie im Achtelfinale den Deutschen Ahmann/Hager unterlagen. Als Vierte der Espinho Open reisten sie 2001 zur WM in Klagenfurt. Dort kamen sie als Gruppensieger in die erste Hauptrunde und verloren gegen das US-Duo Rogers/Holdren. 2002 standen sie im Finale der Cádiz Open. Die WM 2003 in Rio de Janeiro endete für die Kanadier wieder in der ersten Hauptrunde gegen einen Kontrahenten aus dem Nachbarland; diesmal gab es ein 1:2 gegen Holdren/Metzger.
Im nächsten Jahr trat Leinemann zunächst mit seinem neuen Partner Richard van Huizen an. Später spielte er noch einige Turniere mit Holden. In Stare Jabłonki setzte er seine Karriere mit van Huizen fort. Bei der WM 2005 in Berlin unterlagen sie nach einem Tiebreak-Sieg gegen Kröger/Rademacher deren deutschen Landsleuten Dieckmann/Jonas Reckermann; anschließend schieden sie in der fünften Verliererrunde gegen die Schweizer Heyer/Laciga aus. 2006 spielte Leinemann mit Ahren Cadieux und wurde Neunter des Grand Slams in Stavanger. Bei den Vitória Open kehrte er zu van Huizen zurück. In der Vorrunde der WM 2007 konnte das Duo gegen ein österreichisches und zwei Schweizer Duos keinen Satz gewinnen. Nach dem Moskauer Grand Slam 2008 beendete Leinemann seine internationale Karriere.